# Meriones zarudnyi
Meriones zarudnyi (Меріонес Зарудного) — вид родини мишеві (Muridae).

## Поширення
Країни поширення: Афганістан, Іран, Туркменістан. Мало що відомо про природну історію цього виду. Імовірно він проживає в дещо сухих або навіть посушливих місцях проживання.

## Загрози та охорона
Загрози для цього виду не відомі. Не відомо, чи цей вид зустрічається в будь-якій з охоронних територій.